# 泣けちゃう怪談
『泣けちゃう怪談』は百瀬しのぶによる日本の小説作品。小学館の漫画雑誌『ちゃお』のちゃおノベルズとして2011年より2013年にかけて発売された。

挿絵は柏ぽちが担当。

## 登場人物
ゆうこ
幽霊の少女でれいこの双子の姉妹。この物語の案内人。
れいこ
幽霊の少女でゆうこの双子の姉妹。この物語の案内人。

## おかあさんの携帯

### あらすじ（おかあさんの携帯）
交通事故で亡くなった母・ユミコの形見の携帯電話を愛用するシンゴ。その携帯電話に非通知で電話が来るようになる。

### 登場人物（おかあさんの携帯）
シンゴ
ユミコの息子の中学生。小学6年生のときに母を亡くし、母の葬儀を終えた後、形見である携帯電話を使用するようになる。ピンク色でメールアドレスには母の名前が入っていたことから、中学で出会った友人たちから追及されることもあったが、教えることはなかった。友人たちと遊びに行く日に携帯に非通知で電話がかかってきたおかげで車に轢かれずにすみ、高校受験当日の朝も携帯に非通知の電話がかかってきたことで寝坊せずにすんだ。高校入学の日にも携帯に非通知の電話がかかり、相手の声が亡き母・ユミコだったことから、これまでの非通知電話はユミコによるものだったことを知り、ユミコに感謝と別れの言葉を告げた。
ユミコ
シンゴの母親。シンゴが小学6年生のときに交通事故に遭って即死し、帰らぬ人になる。夕食の買い物帰りにシンゴに連絡を入れようと携帯を操作しようとしたことで車に気づくのが遅れて亡くなった為、シンゴは深い自責の念に駆られた。彼女が亡くなっても、しっかりと握っていた携帯はシンゴが使用するようになり、彼女は携帯を通じて、シンゴの窮地を度々救っていった。真実を知ったシンゴから感謝と別れの言葉を告げられた後はシンゴに電話をかけなくなった。
ユミコだけはイラストが描かれなかったが、後述のミズノと似ているらしいので、ミズノに酷似した顔だと思われる。
ミズノ
シンゴが通う中学のクラスメートの少女。おとなしくて優しい性格であり、シンゴの母・ユミコ同様に色白でふっくらとしている。シンゴは彼女に亡き母ユミコの面影を重ねており、形見の携帯電話のことも追求しなかったことから、彼女のことが気になっている。彼女もシンゴには好意的であり、他の友人たちと一緒にシンゴと遊びに行ったり、シンゴと同じ高校を受験し、共に合格。高校入学も一緒に行こうと声をかけた。
シンゴの妹
シンゴの3歳下の妹。シンゴが使用することにした母・ユミコの携帯電話を欲しがったが叶わず、代わりにシンゴが移動教室で母のために買ってきて、携帯のストラップに用いられたテディベアのマスコットを贈られる。シンゴの高校受験の前日に熱を出してしまうが、シンゴが看病したおかげで翌朝には熱は冷めていた。高校生になったシンゴは、「今度は妹の傍にいてほしい」と願いを込めて、中学生になった妹に母の携帯を送り、自身は新しい携帯を使用するようになった。
シンゴの父
シンゴの父親。妻・ユミコを亡くした後、男手一つで2人の子供を育てる。ユミコとは同じ高校（M高校）で出会い、シンゴもその高校を受験した。週に一度は残業があり、帰宅することができずにいる日があるが、シンゴの受験前日に残業となり、その為、シンゴは1人で妹の看病をすることになった。

## 鏡の中の女

### あらすじ（鏡の中の女）
面白半分で病院跡の廃屋で遊んだユウタは女の幽霊が現れる。

### 登場人物（鏡の中の女）
ユウタ
ホラーが好きな小学生。両親はレストランを経営している。面白半分で病院後の廃屋で遊んだことが元で女の幽霊に祟られるようになる。自身の行いを反省し、花を持って再び廃屋に赴いて謝罪したことで女の幽霊に許してもらう。
ケン
ユウタの友人。ユウタからは「ケンちゃん」と呼ばれている。ユウタに誘われて共に廃屋に遊びに行くが、怖くなり先に帰宅。
幽霊の女性
廃屋となる前の病院で亡くなったと思われる女性。面白半分で病院後の廃屋で遊んだユウタを祟るようになる。ユウタが謝罪した後は現れなくなった。

## タクシーはお墓行き

### あらすじ（タクシーはお墓行き）
リョウが乗車したタクシーの運転手が忽然と姿を消すが、タクシーはそのまま走り続けていく。

### 登場人物（タクシーはお墓行き）
リョウ
N県出身の青年。2年前に家出同然で上京し、イラストレーターになることを夢見るも、バイトを掛け持ちしながら生活する日々を送っている。運転手がいなくなったタクシーに導かれて故郷に戻り、運転手が亡き祖父だったことを知り、祖父の墓参りをする。
タクシーの運転手
リョウが乗車したタクシーの運転手。リョウと同じN県の出身。運転中に突如としていなくなってしまう。実はリョウの亡き祖父であり、生活が上手くいっていないリョウを励ますために孫の前に現れ、一度故郷に連れ帰った。
リョウの母
リョウの母親。祖父のタクシーで帰宅したリョウと2年ぶりに再会を果たす。

## 書誌情報
- 百瀬しのぶ著、柏ぽちイラスト、小学館〈ちゃおノベルズ〉
  - 『泣けちゃう怪談』2011年11月1日発売、ISBN 978-4-09-289562-1
  - 『泣けちゃう怪談2 背すじが涼しくなる真夏の夜ばなし』2013年7月24日発売、ISBN 978-4-09-289571-3
  - 『泣けちゃう怪談3 やさしい幽霊たちのおはなし』2013年12月18日発売、ISBN 978-4-09-289573-7